# Hidehiro Sugai
Hidehiro Sugai (須貝 英大 Sugai Hidehiro?), född 27 oktober 1998 i Yamanashi prefektur, är en japansk fotbollsspelare.
Sugai började sin karriär 2020 i Ventforet Kofu.